# Navalmoral de la Mata
Navalmoral de la Mata est une ville espagnole située en Estrémadure dans la province de Cáceres.

## Géographie
La ville est dans la vallée du Tage, à proximité du réservoir de Valdecañas. Elle est desservie par l'autovia (voie rapide) du Sud-ouest (A5) allant de Madrid à Badajoz et la frontière portugaise.

## Histoire

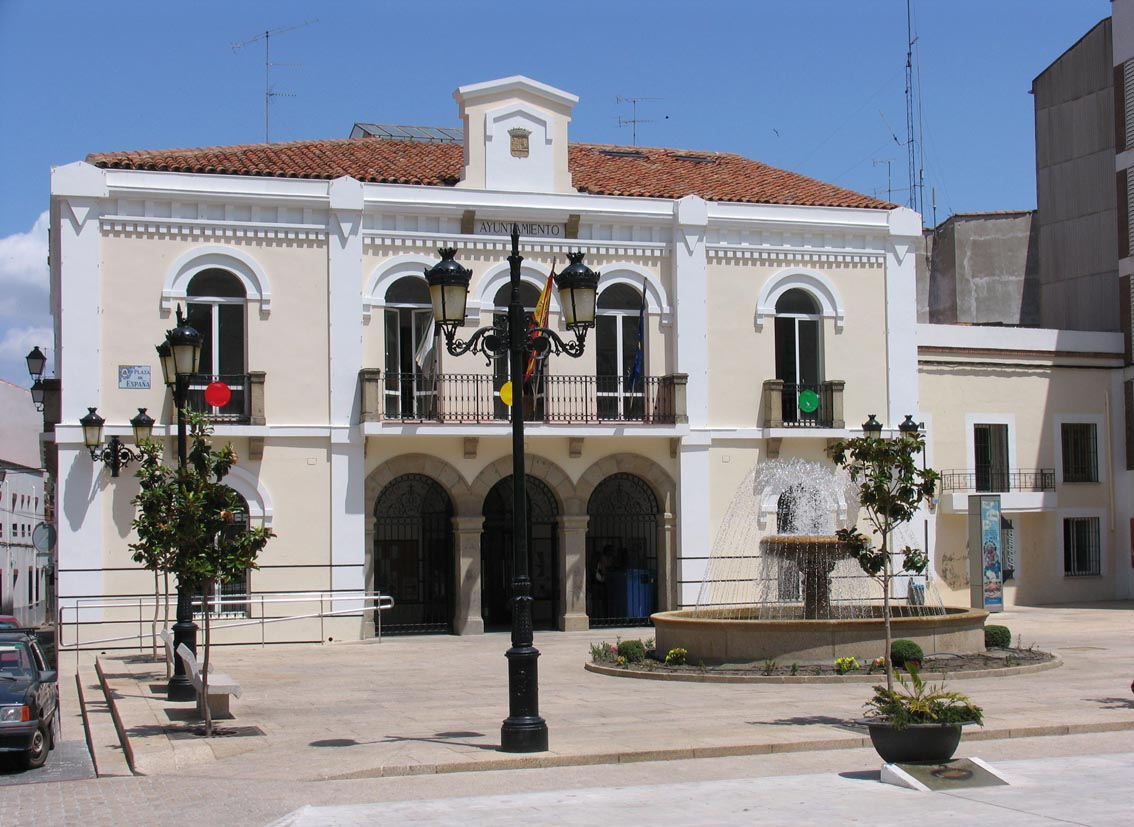
Mairie (« Ayuntamiento ») de Navalmoral de la Mata.

## Lieux et monuments

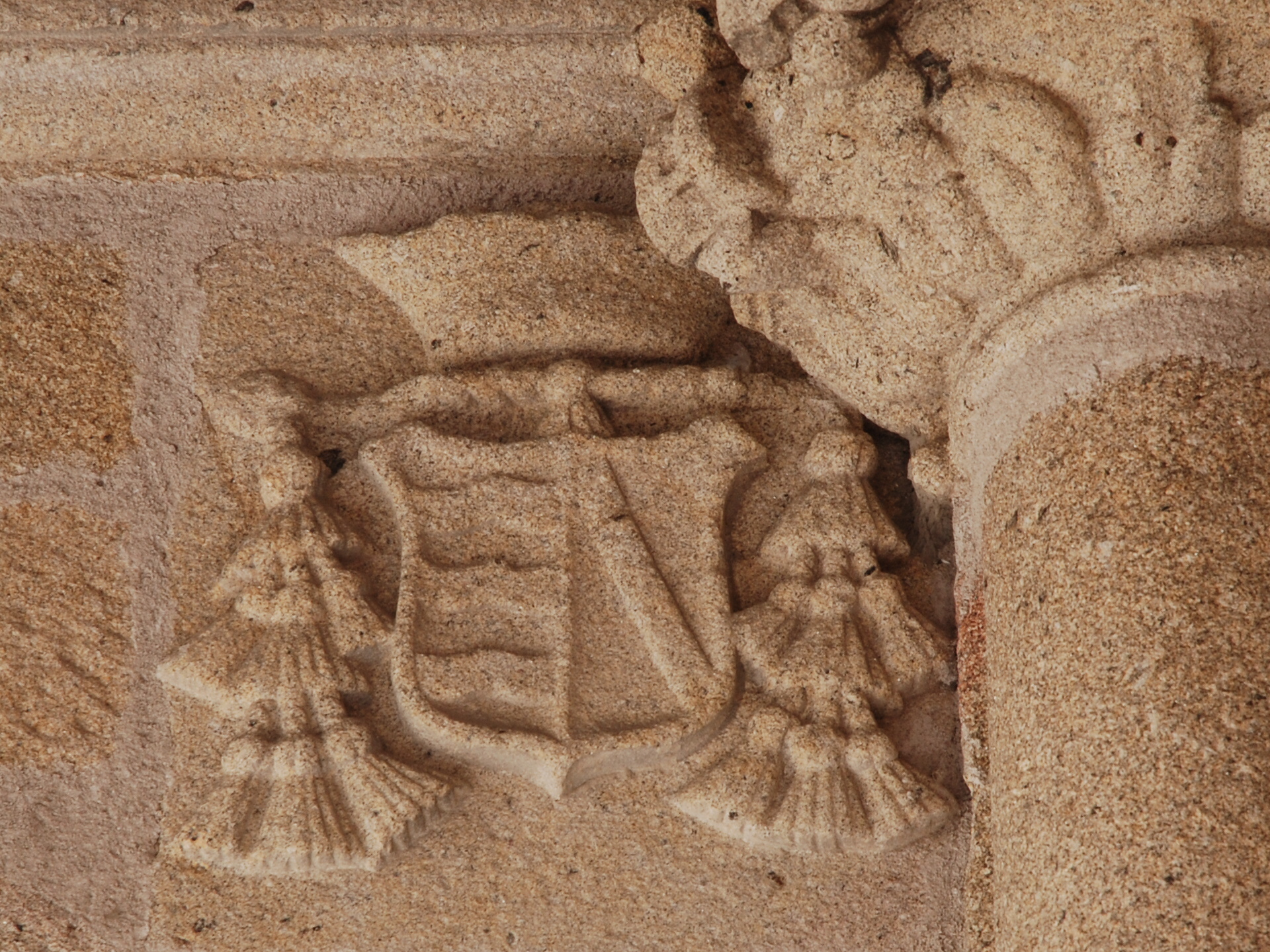
Église de Saint André: Armoiries de l'évêque Gutierre de Vargas Carvajal (détail de la façade sud)

- Église Saint André
- Ermitage de Las Angustias

## Personnalités liées à la commune
- Clara Alvarado, actrice espagnole née à Navalmoral de la Mata en 1990
- Miquel Recio Martín (1943-2006), joueur de rink hockey, est né à Navalmoral de la Mata
- Oliver Torres, footballeur né à Navalmoral de la Mata en 1994